# Камышовый рай
«Камышовый рай» — советский фильм-драма режиссёра Елены Цыплаковой, снятый в 1989 году. Премия за лучшую режиссёрскую работу на МКФ в Сан-Себастьяне.

## История создания фильма
Поводом для создания сценария фильма послужила реальная история, поведанная сценаристам сотрудником милиции:

 …Историю про подпольный лагерь для бомжей сценаристам Агееву и Белошникову рассказал милиционер в Казахстане, и они, потрясенные происходящим в небольшом городке, немедленно засели за сценарий. Сценарная заявка случайно попала к Цыплаковой, и она, даже не дочитав сценарий до конца, твердо решила, что должна это снять: «В тюрьмах сидят не только ублюдки. Бывает роковая случайность, и с каждым может произойти самое невероятное: „От тюрьмы да от сумы не зарекайся“. Но человек оступился — и его затаптывают, добивают. И не все готовы отстаивать свою жизнь. Об этих несчастных людях, у которых в судьбе в какой-то момент что-то „заклинило“, мне и хотелось сказать. Хотелось сделать фильм про чувство собственного достоинства»…

## Сюжет
Молодой бродяга Кеша Бобров по кличке «Бобёр», бывший ленинградец, неожиданно попадает в подпольный трудовой лагерь в казахстанской степи, где бомжей и деградантов с утра до вечера заставляют рубить тростник. Начальником лагеря оказывается знакомый Кеши Сыра-Пыра, который предлагает старому знакомому стать одним из охранников, но Бобёр вместо этого пытается бежать. Его отправляют к работягам.
Помимо бесконечного труда под палящим солнцем, для работников разработана система наказаний в виде лишения той или другой порции воды. Бомжа Профессора, укравшего пачку сигарет, заставляют её съесть. Однажды работяга Назыр падает с высоты и ломает ногу. Бомжи считают, что его отвозят в больницу, но спустя несколько дней его чётки видят у одного из охранников.
Профессору удаётся сбежать и добраться до милиции, но выясняется, что органы власти знают о подпольном лагере. Сотрудник милиции извещает Сыра-Пыра о находке беглеца. Беглеца возвращают в лагерь и жестоко избивают, после чего он умирает. Через какое-то время Кеша и его новый друг Витёк Зайцев устраивают бунт и убивают охранников. Бомжи отказываются покидать разработки и даже пытаются схватить бунтарей, однако Бобёр и двое его товарищей, вооружённые автоматами, уходят. Теперь им предстоит схватка с жаждой.

## В ролях
| Актёр               | Роль                     |
| ------------------- | ------------------------ |
| Николай Стоцкий     | Кеша Бобров, Бобёр       |
| Александр Буреев    | Витёк Зайцев             |
| Валерий Кравченко   | Сыра-Пыра, хозяин лагеря |
| Виктор Поморцев     | Огурец                   |
| Иосиф Рыклин        | профессор                |
| Ион Аракелу         | Бомж-Бруевич             |
| Владимир Зубенко    | Пластырь                 |
| Владимир Виноградов | охранник Весельчак       |
| Виктор Гончаров     | охранник Барон           |
| Владимир Губанов    | охранник Ерёма           |
| Жанас Искаков       | Насыр                    |
| Владимир Князев     | Моргун                   |
| Айтжан Айдарбеков   | начальник милиции        |

## Место съёмок
- Основные сцены фильма сняты в Астрахани